# Siêu quậy Teppei
Ore wa Teppei (おれは鉄兵) là loạt manga do Chiba Tetsuya sáng tác và đăng trên tạp chí Weekly Shonen Magazine của Kodansha từ tháng 8 năm 1973 đến tháng 4 năm 1980. Sau đó các chương được tập hợp và in thành 31 tankōbon, trong đó có 18 tập sau này phát hành dưới dạng phiên bản đặc biệt khổ rộng. Home-sha đã tái phát hành loạt manga thành 21 tập và sau đó đã phát hành lại thành 12 tập.
Cốt truyện xoay quanh Teppei, một cậu bé theo cha lên núi tìm kho báu và sống suốt thời thơ ấu trong thiên nhiên hoang dã; vì thế mà khi trở về thành phố, cậu hơi lập dị và gây rắc rối thường xuyên từ khi nhập học do quen với cuộc sống tự do. Tuy nhiên, do sống trong nơi hoang dã từ nhỏ nên Teppei có khả năng hơn hẳn người bình thường trong thể thao, cậu chú ý đến môn kendo và bắt đầu luyện tập thường xuyên để trở thành kiếm thủ giỏi nhất. Cũng như dù có khá nhiều nhân vật nữ xuất hiện nhưng truyện không hề đề cập gì về các tình tiết lãng mạn.
Nippon Animation đã chuyển thể manga thành anime và phát sóng tại Nhật Bản từ ngày 12 tháng 9 năm 1977 đến ngày 27 tháng 3 năm 1978 với 28 tập trên kênh Fuji TV.

## Tổng quan

### Nhân vật
Uesugi Teppei (上杉鉄兵)
Uesugi Hiromi (上杉広美)
Uesugi Shinobu (上杉忍)
Uesugi Tae (上杉妙)
Nakajō (中城)
Yoshioka (吉岡)
Wakisaka (脇坂)
Ishiwatari sensei (石渡先生)
Tamura, Tsugawa, Gonda (田村・津川・権田)
Kanō (加納)
Tajima (但馬)
Patchi (パッチ)
Kikuchi (菊池)

## Truyền thông

### Manga
Loạt manga do Chiba Tetsuya sáng tác và đăng trên tạp chí Weekly Shonen Magazine của Kodansha từ tháng 8 năm 1973 đến tháng 4 năm 1980. Kodansha sau đó đã tập hợp các chương lại và in thành 31 tankōbon, sau đó phát hành 18 tập dưới dạng phiên bản đặc biệt khổ rộng. Home-sha đã tái phát hành loạt manga thành 21 tập và sau đó đã phát hành lại thành 12 tập. Có một đặc điểm trong nét vẽ của tác giả mà nhiều độc giả nhận ra là trái ngược với sự phát triển và trưởng thành trong các khía cạnh tinh thần của Téppi, hình dáng bên ngoài của cậu càng ngày càng lùn và khi kết thúc truyện thì vóc dáng của cậu gần giống như một học sinh tiểu học.

### Anime
Nippon Animation đã chuyển thể manga thành anime và phát sóng tại Nhật Bản từ ngày 12 tháng 9 năm 1977 đến ngày 27 tháng 3 năm 1978 với 28 tập trên kênh Fuji TV. Cốt truyện bao hàm từ tập 1 đến tập 8 của loạt manga nhưng do không nhận được đánh giá tích cực của khán giả trong nước nên anime không được tiếp tục thực hiện. Oceania Film đã đăng ký bản quyền để phân phối bộ anime này ở Ý và đã phát trên các kênh Euro TV, Italia 7 Gold và Super 3.

### Âm nhạc
Bộ anime có hai bài hát chủ đề, một mở đầu và một kết thúc. Bài hát mở đầu có tên Ore wa Teppei (おれは鉄兵) và bài hát kết thúc có tên Kani-san Kani-san (カニさんカニさん) cả hai đều do Fujimoto Fusako, Kourogi '73 và Columbia Yurikago-kai trình bày. Hai bài hát này đã phát hành trong album Nippon Animation 25th Anniversary gồm 8 đĩa phát hành ngày 29 tháng 1 năm 2000 tổng hợp tất cả các bài hát chủ đề của hầu hết các tác phẩm mà Nippon Animation thực hiện cho đến năm đó.

## Đón nhận
Loạt manga đã nhận Giải thưởng văn hóa Kodansha vào năm 1976.